# Opta Sports
Opta Sports é uma empresa de dados esportivos com sede em Londres e outros escritórios em Leeds, Aveiro, Munique, Bassano del Grappa, Milão, Paris, Madrid, Montevidéu e Amsterdã.
Fundada em 1996 com a fusão entre Opta Sportsdata e SportingStatz, a Opta analisa, armazena e distribui dados de esportes ao vivo para mais de 60 000 dispositivos através de trinta esportes em setenta países.
Dados de Opta são utilizados na indústria de apostas, na mídia imprensa e online, patrocínio, transmissão e análise de desempenho profissional. Entre os clientes da empresa estão CBF, Premier League, Bundesliga, Eredivisie, AS Roma, Borussia Dortmund, Club Atlético de Madrid, ESPN, Fox Sports, All Blacks, William Hill, Major League Soccer, The Guardian, BBC Sport, Adidas e Nike.
Opta possui vários feeds de Twitter em várias línguas que são agrupados entre esportes. Em 2013, a Opta foi adquirida pela Perform Group.